# Фасетний пошук
Фасе́тний по́шук (також фасетна навігація або фасетний перегляд) — метод доступу до інформації, з використанням одночасно кількох фільтрів — фасетів. Організовується відповідно до фасетної класифікації.
Фасети відповідають властивостям інформаційних елементів. Вони часто виходять шляхом аналізу тексту елемента за допомогою методів вилучення сутностей або вже з існуючих полів у базі даних, таких як автор, дескриптор, мова і формат. Таким чином, веб-сторінки, описи продуктів або онлайн колекції статей можуть бути доповнені навігаційними фасетами.
Інтерфейси фасетного пошуку були вперше розроблені в академічному середовищі Беном Шнейдерманом, Стівеном Полліттом, Марті Херстом та Гері Марчіоніні у 1990-х та 2000-х роках. Найвідомішою із цих робіт був дослідницький проєкт «Flamenco» у Каліфорнійському університеті Берклі під керівництвом Марті Герста. Паралельно велася розробка комерційних систем фасетного пошуку, зокрема Endeca та Spotfire.

## Бібліотеки
У 1933 р. бібліотекар Ранганатан запропонував Фасетну систему класифікації бібліотечних матеріалів, відому як класифікація двокрапкою. У докомп'ютерну епоху йому не вдалося замінити докоординовану систему десяткової класифікації Дьюї.